# 芒廷維尤 (新墨西哥州盧納縣)
芒廷維尤（英語：Mountain View）是位於美國新墨西哥州盧納縣的普查規定居民點。

## 人口
根據2020年美國人口普查的數據，芒廷維尤的面積為0.79平方千米，皆為陸地。當地共有人口122人，而人口密度為每平方千米154.43人。